# Cerro Arco

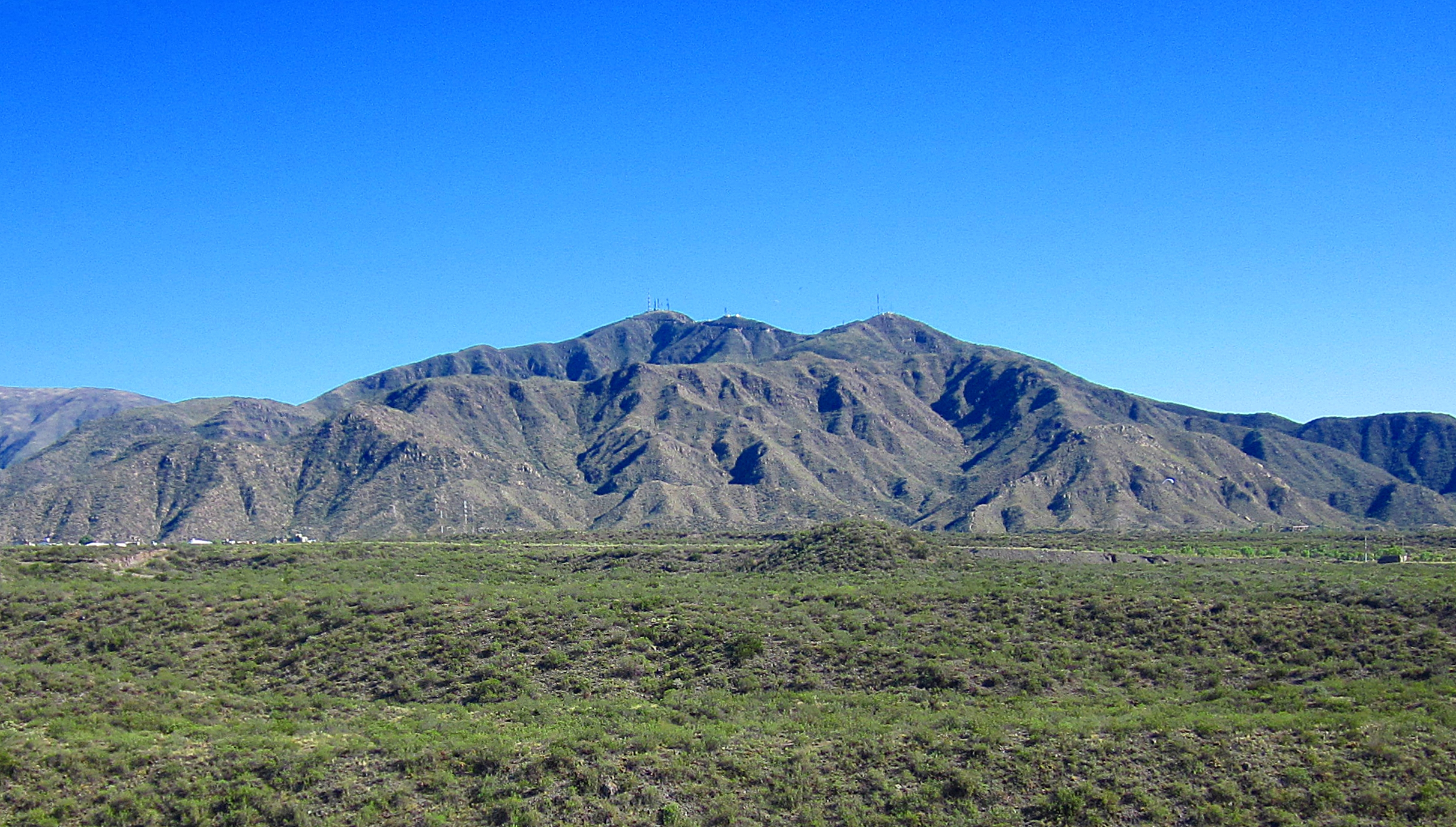
Cerro Arco visto desde la Reserva natural Divisadero Largo.

El Cerro Arco, conocido también como El Arco,es un cerro precordillerano situado en las cercanías de la Ciudad de Mendoza, en el departamento Las Heras en la localidad de El Challao. Tiene una altura de 1668 msnm y desde su base un desnivel de 543 metros.  
Su nombre proviene del sargento mayor Antonio Arcos que actuó como ayudante de campo del General Don José de San Martín, haciendo un relavamiento geográfico de la zona, previo al Cruce de los Andes en la campaña libertadora de Chile. 
El área contiene una variedad importante de flora y fauna. Pueden apreciarse ejemplares de flora típicos como algarrobo, jarilla, chañares brea y una gran variedad de cactáceas. En cuanto a la fauna tenemos presencia de ejemplares típicos de planicies como zorro gris, jotes y martinetas y especies propias de la precordillera como los yales, piquito de oros, zorros colorados, águila mora y aguiluchos, también pueden hallarse huellas de puma que indican su presencia esporádica en la zona.
Desde el punto de vista geológico el cerro Arco se compone de rocas sedimentarias como areniscas y conglomerados de edad Triásica de origen fluvial depositadas en la cuenca extensional denominada Cuenca Cuyana. El cerro forma parte del frente orogenético de la cordillera de los Andes por lo que se encuentra en una zona de importante fallamiento y actividad sísmica reciente.
En la zona se realizan diferentes deportes como senderismo, trail running, mountain bike, parapente y trekking nocturnos, entre otros. Es conocido por la cantidad de antenas repetidoras de televisión y radio situadas en su cúspide, que se distingue de noche por sus luces. Visible desde cualquier punto, en especial desde el sector norte del conglomerado urbano. 
Son comunes en este sector de la precordillera leyendas que cuentan sobre fenómenos o personajes sobrenaturales, como la leyenda del "Futre" o la piedra energética de Isidris.
En septiembre del 2018 el cerro sufrió un incendio debido a la sequedad y neglicenicia humana, que provocó un importante daño al monte (200000 hectáreas afectadas) e incertidumbre en toda la población lindera al cerro 
- Datos: Q5762859